# Clara Collet
Clara Elizabeth Collet (* 10. September 1860 in London; † 3. August 1948 in Sidmouth) war eine britische linksliberale Sozialreformerin, die zu Beginn des 20. Jahrhunderts an wichtigen Verbesserungen in der Bezahlung von Arbeiterinnen und von deren Arbeitsbedingungen beteiligt war. Sie zählt zu den ersten Britinnen, die eine hohe Position im Staatsdienst erlangten.

## Leben
Die Tochter von dem unitarischen Musiklehrer, Journalisten und Chorleiter Collet Dobson Collet. Sie wuchs in London auf, wo sie auch das University College absolvierte. Sie arbeitete als Lehrerin, zunächst (bis 1885) in Exeter. 1892 wurde sie Referentin der Royal Commission on Labour. Sie steuerte ein Kapitel über Frauenarbeit zu Charles Booth bahnbrechender Studie Life and Labour of the People of London von 1889/91 bei. Da sie selber im Londoner Elendsviertel East End lebte, gingen darin auch ihre Beobachtungen über das Los der Prostituierten ein. Es war die Zeit, als der berüchtigte (nie gefasste) Jack the Ripper mindestens fünf Prostituierte ermordete.
Über ihre Eltern, die mit Karl Marx verkehrten, freundete sich Collet mit dessen Tochter Eleanor an. Auch mit Beatrice Webb war sie befreundet. Um 1900 lernte sie den Schriftsteller George Robert Gissing kennen, mit dem sich ebenfalls eine Freundschaft, möglicherweise auch Liebschaft ergab. Nach dessen frühem Tod (1903) kümmerte sich Collet um Gissings Kinder sowie seine amtlich für verrückt erklärte Ehefrau. Zwischen Collet und dem Schriftsteller H. G. Wells entfachte sich ein Streit wegen dessen Vorwort zu Gissings posthum veröffentlichten, unvollendeten Roman Veranilda.
Collet war nun Beamtin des Londoner Bord of Trade, einem Vorläufer des Arbeits- und Industrieministeriums. In dieser Position verhalf sie manchen Sozialreformen auf den Weg, darunter zur Frauenrente. Sie veröffentlichte in renommierten Fachzeitschriften und arbeitete mit Politikern wie David Lloyd George, Ramsay MacDonald, William Beveridge, Winston Churchill zusammen. Sie wurde auch in die Royal Statistical Society berufen.
Collet hinterließ wertvolle Tagebücher, die im Warwick University Modern Records Office aufbewahrt werden.
Ein Bruder Collets war der hohe Kolonialbeamte Wilfred Collet.

### Eintragung in dasConfession bookvon Jenny Marx
Clara trug sich wie auch ihr Bruder Wilfred Collet und ihre Schwester Caroline Mary Collet  in das Bekenntnisalbum ihrer Freundin Jenny Caroline Marx ein.
| Frage                                                                  | Antwort                                                      |
| ---------------------------------------------------------------------- | ------------------------------------------------------------ |
| Ihre Lieblingstugend (Your favourite virtue)                           | Gehorsam (Obedience)                                         |
| Eigenschaft beim Mann (quality in man)                                 |                                                              |
| bei der Frau (woman)                                                   | Aufrichtigkeit (Truth)                                       |
| Dein Hauptmerkmal (Your Chief characteristic)                          | Eigenwillig (SelfWill)                                       |
| Deine Auffassung vom Glück (Your Idea of happiness)                    | Eine Menge Bücher (Plenty of books)                          |
| vom Unglück (misery)                                                   | Ferien allein(Holidays with non[e])                          |
| Deine Lieblingsbeschäftigung (Your favourite occupation)               | Lesen, unterhalten, Schlösser (Reading, talking, and castle) |
| Das Laster, das Du am meisten entschuldigst (The vice you excuse most) | alle meine (All my own)                                      |
| Das Laster, das Du am meisten verachtest (Vice you detest most)        | betrügen (Cheating)                                          |
| Person aus der Geschichte (Charakter in history)                       |                                                              |
| die Du am meisten bewunderst (you admire most)                         | Duguesclin                                                   |
| die Du am meisten verachtest (you detest most)                         | Mary Stuart                                                  |
| Lieblings Dichter (Favourite poets)                                    | E. A. Poe                                                    |
| Schriftsteller (Prose writer)                                          | (Yonge Ewing Dickens)                                        |
| Held (Hero)                                                            | (Lance Underwood)                                            |
| Heldin (Heroine)                                                       | (Heaps)                                                      |
| Blume (Flower)                                                         | Rosen (Roses)                                                |
| Farbe (Colour)                                                         | Scharlachrot (Scarlet)                                       |
| Gericht (dish)                                                         | Huhn und Erbsen (Chicken and peas)                           |
| Namen (names)                                                          | (Margaret Guy)                                               |
| Dein gegenwärtiges Empfinden (Present state of mind)                   | nicht wie gewöhnlich (Not the usual one)                     |
| – Maxime (Maxim)                                                       | C.V.                                                         |
| Clara E Collet                                                         |                                                              |

## Werke
- The Economic position of educated working women. A discourse delivered in South Place Chapel, Finsbury, E.C., on February 2nd, 1890. London 1890 (=South Place ethical soc. 25)
- Moral Tales. In: International Journal of Ethics. 1. April 1891, S. 370–385. Digitalisat Internet Archive
- Reports of the Massachusetts Bureau of Statistics of Labour on working women, 1870–1889. In: The Economic Journal. The journal of the Royal Economic Society. Oxford 1891, S. 398–405. ISSN 1468-0297
- Women's work in Leeds. In: The economic journal. The journal of the Royal Economic Society. Oxford 1891, S. 460–473. ISSN 1468-0297
- Report by Miss Collet on the statistics of employment of women and girls. Printed for H.M. Stationery off., by Eyre and Spottiswoode, London 1894. Digitalisat
- Rezension: Family budgets. Being the income and expenses of twenty-eight British households, 1891–1894. London 1896. In: The economic journal. The journal of the Royal Economic Society. Oxford 1896, S. 570–573. ISSN 1468-0297
- Report by Miss Collet, on the money wages of indoor domestic servants. Presented to Parliament by command of Her Majesty. Printed for H.M. Stationery off., Darling & Son, London 1899.
- Educated Working Women: Essays on the Economic Position of Women Workers in the Middle Classes. P. S. King, London 1902. Digitalisat
- Some recollections of Charles Booth. In: Social Service Review. University of Chicago, Chicago 1925.
- The Private Letter Books of Joseph Collet. Ed. with an introd. and notes by H[enry] H[erbert] Dodwell, and an app. by Clara E. Collet. Longmans, Green 1933.
- Clara E. Collet, John Maynard Keynes: Herbert Somerton Foxwell. June 17, 1849 – August 3, 1936. In: The economic journal. The journal of the Royal Economic Society. Oxford 1936, S. 589–619. ISSN 1468-0297
- Clara E. Collet, John Maynard Keynes: Obituary: Henry Higgs. In: The economic journal. The journal of the Royal Economic Society. Oxford 1940, S. 546–561. ISSN 1468-0297